# Euromíssil

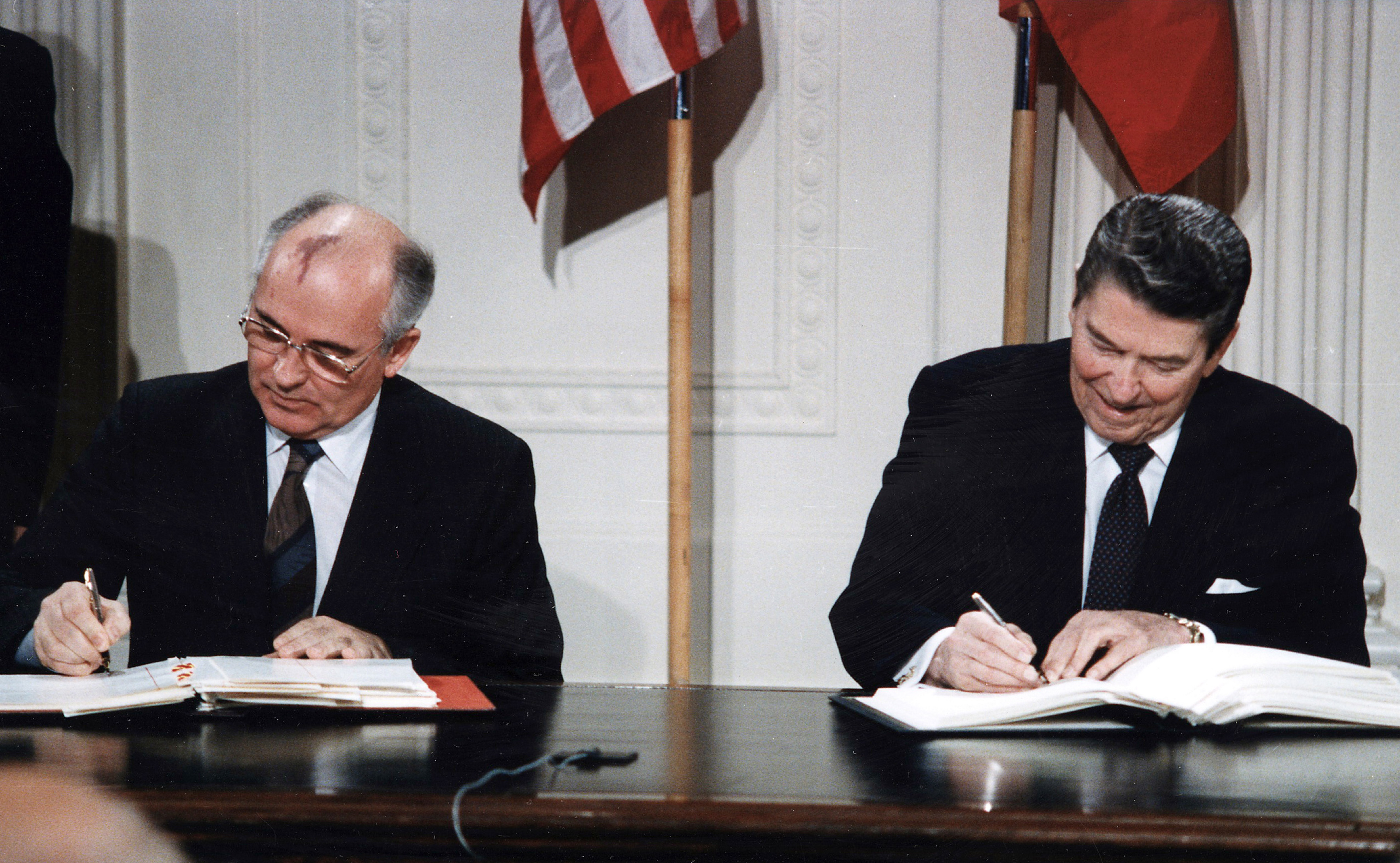
Els presidents soviètic i estatunidenc signant el tractat INF.

Euromíssil és el nom popular que van rebre a Espanya els míssils balístics d'abast intermedi, inferior a 5.500 km, desplegats per l'OTAN i el Pacte de Varsòvia en territori europeu als anys 80 del segle xx, al context de la guerra freda. El rang d'abast d'aquest míssils nuclears permetria fer blanc a qualsevol país d'Europa Occidental o Oriental però no podrien travessar l'Atlàntic i arribar als Estats Units.
L'anunci del desplegament dels euromíssils del bloc occidental per desembre de 1983 va rebre protestes del moviment antinuclear i del moviment pacifista a la població occidental i una crisi diplomàtica entre els blocs oriental i occidental, anomenada crisi dels euromíssils.
La política del cap de govern soviètic, Mikhaïl Gorbatxov, va ser de distensió i es va concretar en el rellançament de les negociacions sobre desarmament. Així, amb la signatura en 1987 del Tractat INF (per les sigles, en anglès, d' Intermediate-Range Nuclear Forces) de limitació d'armes nuclears va començar la retirada d'"euromíssils" d'ambdues parts: es van destruir 846 estatunidencs i 1.846 soviètics. En 1991, cinc mesos abans del col·lapse de la Unió Soviètica, es va signar el Tractat de Reducció d'Armes Estratègiques, un altre tractat de destrucció d'euromíssils.

## Context

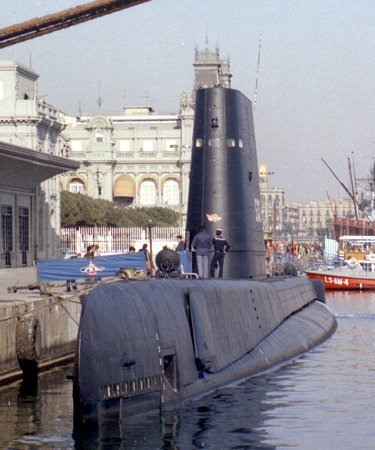
Submarí militar a Barcelona, 1983.

En 1985, Espanya i Portugal es van adherir a la Comunitat Europea, actual Unió Europea. En el marc de la transició democràtica d'Espanya es considerava una prioritat política que aleshores es vivia amb il·lusió. Tanmateix, els governants espanyols rebien pressions europees per a integrar-se, com a pre-condició, prèviament a l'Aliança Atlàntica (OTAN; per les sigles d' "Organització del Tractat de l'Atlàntic Nord"). En 1981, Espanya va patir l'intent de cop d'Estat conegut com a 23-F.
Entre 1981 i 1983 Europa va viure les majors mobilitzacions socials antiarmament i pacifistes. L'any 1981 a Espanya se centraren en la petició de la desmantelització de les bases militars estatunidenques i contra l'entrada d'Espanya a l'OTAN. Tanmateix, en 1982, Espanya es va adherir a aquesta. A partir d'aleshores, les accions ciutadanes van centrar-se també en el desarmament a Europa, aquestes van ser creixents, essent les més fortes entre 1984 i 1985, fins que aconseguiren la celebració d'un polèmic referèndum sobre la conveniència de romandre o no a l'OTAN. Es va celebrar en 1986, a Catalunya va guanyar el «no» mentre que al conjunt d'Espanya va guanyar un «sí» molt ajustat (un 53% dels vots).

## Models de míssil

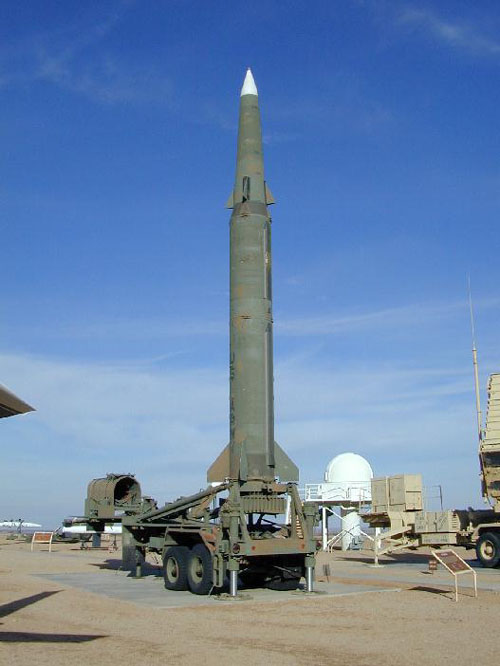
Euromíssil Pershing.

Els models de míssils utilitzats van ser:
- Els SS-20 soviètics, desplegats a països del Pacte de Varsòvia, bloc de l'est o comunista.[7]
- Els Pershing i els míssils de creuer (denominats Cruise) estatunidencs, desplegats a països de l'OTAN, bloc occidental o capitalista,[7] sent inicialment 572 unitats.